# 테크 공작 프랜시스
테크 공작 프랜시스(Francis, Duke of Teck, 1837년 8월 28일 ~ 1900년 1월 21일)는 1863년까지 프란시스 폰 호엔슈타인 백작으로 알려진 오스트리아 태생의 귀족으로, 영국 왕실과 결혼했다. 그의 아내인 케임브리지 공녀 메리 아델라이드는 빅토리아 여왕의 사촌이었다. 그는 조지 5세의 배우자인 테크의 메리의 아버지로, 오스트리아의 호엔슈타인 백작 작위(그라프 폰 호엔슈타인)를 보유하고 있었으며, 독일의 프린스 작위(퓌르트)와 이후 테크 공작 작위(에르조그 폰 텍)를 받았으며, 1863년에 세레네 전하 작위를 받았다. 그는 1887년에 영국식 전하 작위를 받았다.

## 자녀
| 사진 | 이름        | 생일            | 사망                   | 기타                                              |
| ---- | ----------- | --------------- | ---------------------- | ------------------------------------------------- |
|      | 테크의 메리 | 1867년 5월 26일 | 1953년 3월 24일(85세)  | 영국 조지 5세와 결혼, 5남 1녀                     |
|      | 아돌푸스    | 1868년 8월 13일 | 1927년 10월 23일(59세) | 케임브리지 후작 마거릿 그로스베너와 결혼, 2남 2녀 |
|      | 프랜시스    | 1870년 1월 9일  | 1910년 10월 22일(40세) | 미혼, 자녀 없음                                   |
|      | 알렉산더    | 1874년 4월 14일 | 1957년 1월 16일(82세)  | 애슬론 백작 올버니의 앨리스와 결혼, 2남 1녀       |